# 1154 (szám)
Az 1154 (római számmal: MCLIV) az 1153 és 1155 között található természetes szám.

## A szám a matematikában
A tízes számrendszerbeli 1154-es a kettes számrendszerben 10010000010, a nyolcas számrendszerben 2202, a tizenhatos számrendszerben 482 alakban írható fel.
Az 1154 páros szám, összetett szám, félprím. Kanonikus alakja 21 · 5771, normálalakban az 1,154 · 103 szorzattal írható fel. Négy osztója van a természetes számok halmazán, ezek növekvő sorrendben: 1, 2, 577 és 1154.
Az 1154 három szám valódiosztó-összegeként áll elő, ezek az 1582, 2302 és az 1153².

## Csillagászat
- 1154 Astronomia kisbolygó